# Coppa dei Campioni 1972-1973 (hockey su pista)
La Coppa dei Campioni 1972-1973 è stata l'8ª edizione della massima competizione europea di hockey su pista riservata alle squadre di club. Il torneo ha avuto inizio il 24 febbraio e si è concluso il 7 luglio 1973.
Il titolo è stato conquistato dal Barcellona per la prima volta nella sua storia.

## Squadre partecipanti
| Nazione        | Club          | Città      | Qualificazione                                                                 |
| -------------- | ------------- | ---------- | ------------------------------------------------------------------------------ |
| Belgio         | Rolta         | Lovanio    | 1º nel campionato belga 1972, campione del Belgio                              |
| Francia        | Coutras       | Coutras    | 1º nel campionato francese 1972, campione di Francia                           |
| Germania Ovest | Walsum        | Duisburg   | 1º nel campionato tedesco 1972, campione di Germania Ovest                     |
| Italia         | Novara        | Novara     | 1º in Serie A 1972, campione d'Italia                                          |
| Paesi Bassi    | Dordt         | Dordrecht  | 1º in Dutch NRBB 1972, campione dei Paesi Bassi                                |
| Portogallo     | Benfica       | Lisbona    | 1º in 1ª Divisão 1972, campione del Portogallo                                 |
| Spagna         | Barcellona    | Barcellona | Detentore Coppa del Generalissimo 1972                                         |
| Spagna         | Reus Deportiu | Reus       | Campione d'Europa in carica e 1º in División de Honor 1972, campione di Spagna |
| Svizzera       | RS Zurigo     | Zurigo     | 1º in LNA 1972, campione di Svizzera                                           |

## Risultati

### Primo turno
| Squadra 1 | Totale  | Squadra 2  | Andata | Ritorno         |
| --------- | ------- | ---------- | ------ | --------------- |
| Benfica   | 13 - 4  | Walsum     | 8 - 3  | 5 - 1           |
| Coutras   | 6 - 9   | RS Zurigo  | 3 - 3  | 3 - 6           |
| Dordt     | 5 - 11  | Rolta      | 2 - 4  | 3 - 7           |
| Novara    | 10 - 10 | Barcellona | 4 - 4  | 6 - 6 (0-2 dtr) |

### Quarti di finale
| Squadra 1 | Totale | Squadra 2     | Andata | Ritorno |
| --------- | ------ | ------------- | ------ | ------- |
| Rolta     | 5 - 15 | Reus Deportiu | 4 - 4  | 1 - 14  |
| RS Zurigo | 8 - 19 | Barcellona    | 6 - 5  | 2 - 14  |

### Semifinali
| Squadra 1     | Totale | Squadra 2 | Andata | Ritorno |
| ------------- | ------ | --------- | ------ | ------- |
| Reus Deportiu | 4 - 7  | Benfica   | 2 - 5  | 2 - 2   |

### Finale
| Squadra 1  | Totale  | Squadra 2 | Andata | Ritorno |
| ---------- | ------- | --------- | ------ | ------- |
| Barcellona | 12 - 10 | Benfica   | 5 - 3  | 7 - 7   |